# Ensueño

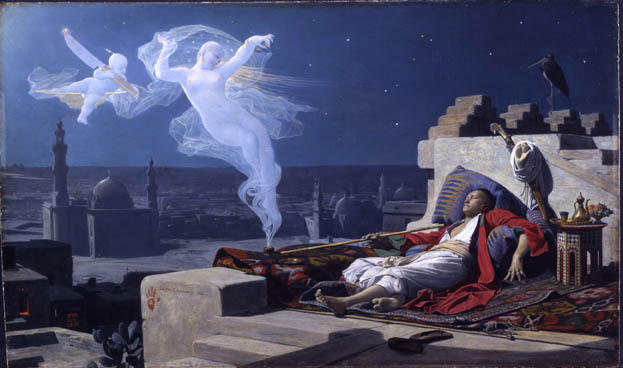
Un rêve d'eunuque (El sueño del eunuco), de Jean Lecomte du Nouÿ, 1874.

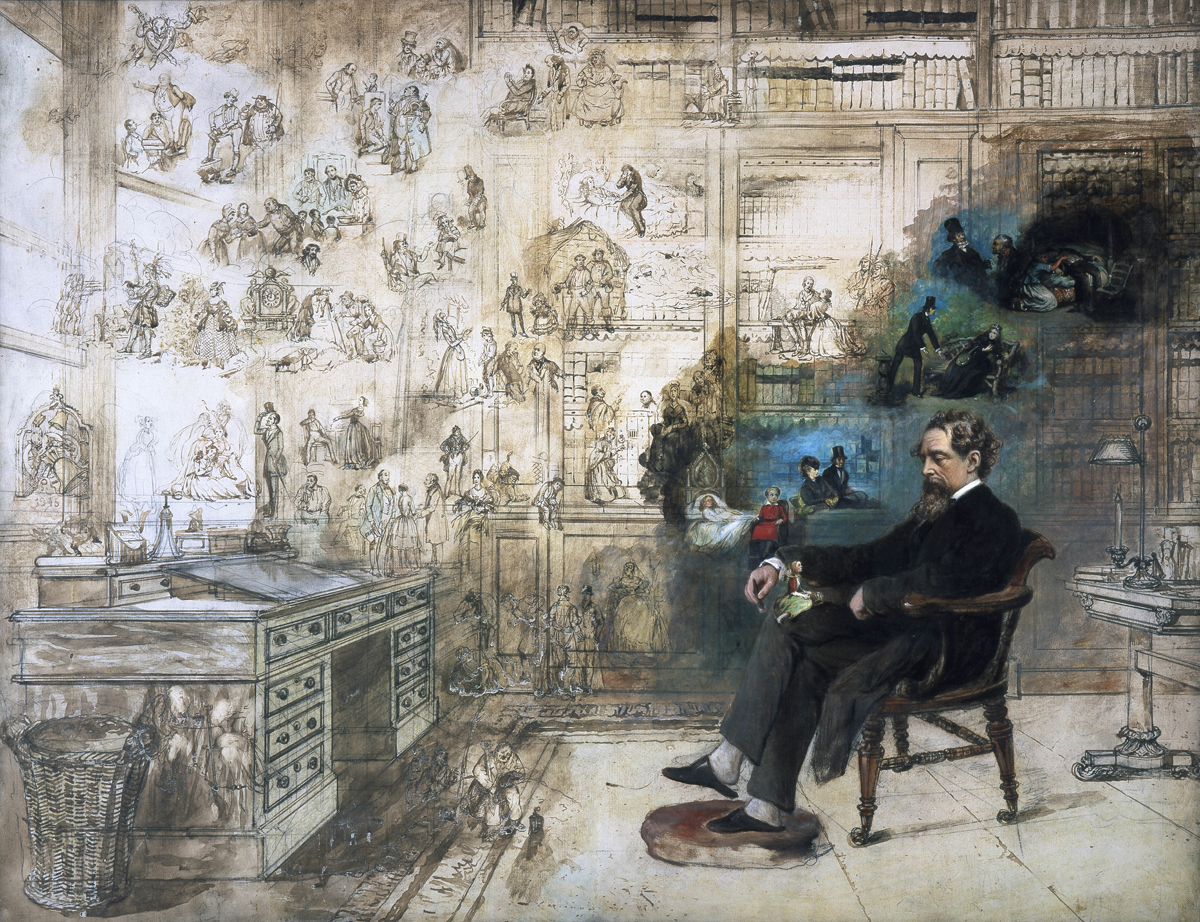
Le Rêve de Dickens (El sueño de Dickens), obra sin terminar de Robert William Buss, 1870.

El término ensueño, ensoñación, o ensoñamiento, describe el proceso de soñar o ensoñar, es decir, la actividad onírica (también, imágenes oníricas), aunque suele utilizarse más frecuentemente, en lenguaje coloquial, el término sueño, porque en realidad lo que describe el término ensueño es el proceso introductorio al sueño conocido como duermevela, trasueño o soñarrera (en francés, rêve). 
Los sueños son una serie de imágenes y sucesos que se imaginan mientras se duermen y se perciben como reales. Para la psicología, los sueños son estímulos esencialmente anímicos que representan manifestaciones de fuerzas psíquicas que durante la vigilia han sido reprimidas o se hallan impedidas de desplegarse libremente. Soñar es un proceso mental involuntario en el que se produce una reelaboración de la información almacenada en la memoria, generalmente relacionada con experiencias vividas por el soñante el día anterior. Los recuerdos que se mantienen al despertar pueden ser simples (ya sea imágenes, sonidos, ideas, etc.) o muy elaborados. Los sueños más elaborados contienen escenas/escenarios, personajes y objetos. Se ha comprobado que puede haber sueños en cualquiera de las fases del dormir humano. Sin embargo, se recuerdan más sueños y ellos son más elaborados en la llamada fase REM (siglas en inglés de Rapid Eye Movement) o, en español, MOR (movimiento ocular rápido), que tiene lugar en el último tramo del ciclo del sueño.
El acto de soñar no solamente ha sido confirmado en el Homo sapiens. Otros animales también pasan por la fase de sueño REM; parece que los mamíferos son los animales con mayor probabilidad de soñar debido a su ciclo del sueño similar al humano. El animal que más tiempo pasa en fase de sueño REM es el armadillo.
El adjetivo correspondiente a ensueño-sueño es «onírico» (del griego ónar, ‘ensueño’). Por analogía con el ensueño (que cumple a menudo fantasías del durmiente) se llama también «sueño» a cualquier anhelo o ilusión que moviliza a una persona. La disciplina encargada del estudio científico de los sueños se conoce como onirología. Según las afirmaciones de la parapsicología, si el sueño anticipara eventos futuros o exhibiera eventos pasados desconocidos se podría hablar de una premonición (esto hablaría de un sueño premonitorio).

## Características
Los sueños son un conjunto imágenes, sonidos, sensaciones y emociones que aparecen en la mente mientras una persona duerme. Generalmente, está basado en las experiencias vividas por el sujeto en los días anteriores. Se cree que se sueña entre 3 y 6 veces cada noche, y además también se cree que los sueños duran entre 5 y 20 minutos. Aún no hay un por qué se sueña, pero hay muchas explicaciones que incluyen:
- Representación y satisfacción de deseos y anhelos inconscientes;
- interpretación de señales aleatorias del cerebro y el cuerpo durante el sueño;
- consolidación y proceso de la información recopilada durante el día;
- funciona como una forma de psicoterapia.

Los investigadores especulan que soñar cumple las siguientes funciones:
- Reproceso de memoria fuera de línea;
- preparación para el futuro;
- simulación cognitiva de experiencias «reales»;
- desarrollo de capacidades cognitivas;
- reflejo de la función mental del inconsciente;
- integración de la experiencia del presente, el proceso del pasado y la preparación para el futuro;
- el ego soñador reúne nociones abrumadoras, contradictorias o sumamente complejas, lo que sería inquietante cuando una persona está despierta.

Los sueños pueden aparecer en cualquier fase del sueño, pero se recuerdan en la fase REM (rapid eye movement del inglés, que significa movimientos oculares rápidos o MOR). Contienen experiencias emocionales y vívidas que contienen temas, preocupaciones, personajes y objetos que se relacionan generalmente con la vida consciente. Todo esto crea una "realidad" que parece surgir de la nada, produciendo una experiencia con un marco de tiempo y conexiones realistas.

## Interpretación de los sueños

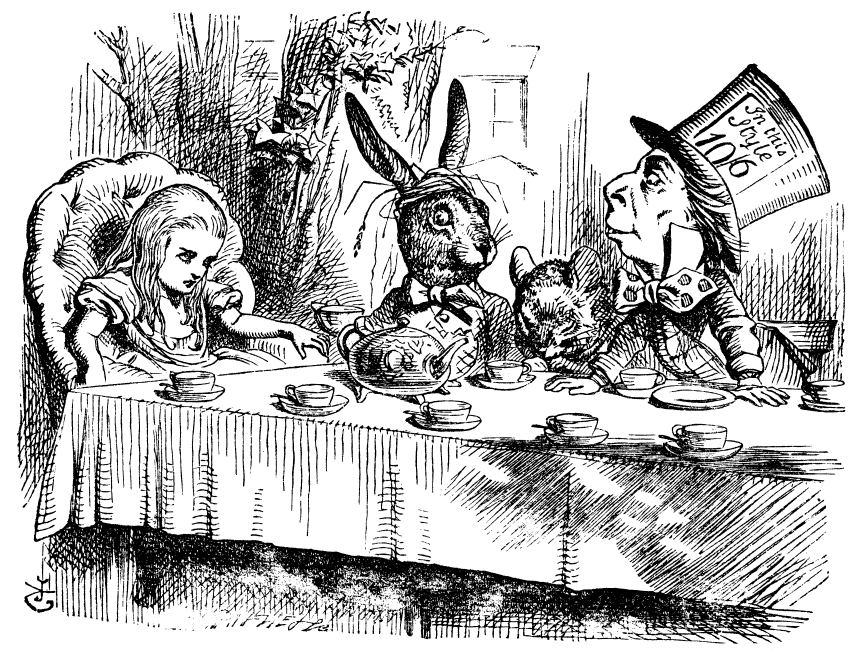
Ilustración de John Tenniel de Alicia en el País de las Maravillas (1865)

En muchas culturas se atribuye un valor profético al sueño, concebido como un mensaje cifrado de origen divino que es necesario desentrañar. Esta creencia se encuentra, por ejemplo, en la Biblia (donde José interpreta los sueños del Faraón: Génesis 41:1-36). En Grecia la oniromancia fue una actividad habitual: aún hoy se conserva un manual de interpretación de sueños, el de Artemidoro, del siglo II d. C., conocido como Onirocrítica. Puede verse en él un catálogo de los sueños más frecuentes de los hombres antiguos, de su antiguo psiquismo, coincidentes en bastantes cosas con el del hombre moderno, pero no en otras.
Sin embargo, uno de los filósofos de la Grecia antigua, Heráclito (h.540-h. 480 a. C.), sostuvo hacia el 480 a. C. que los sueños no tienen significado alguno fuera de los pensamientos de la persona que los evoca. En este sentido, Heráclito se anticipó por muchos años al pensamiento científico que intenta explicar en qué consiste el proceso del sueño en los organismos humanos y animales.
A principios del siglo XX, Sigmund Freud retoma la cuestión desde una perspectiva racionalista, con su obra La interpretación de los sueños (1900), libro que se convirtió en uno de los más influyentes del siglo XX. Al principio tropezó con una enconada resistencia, pues el psicoanálisis representaba un enorme reto para la tradición occidental. Los trabajos de Freud llamaban la atención sobre las zonas marginales del ser humano: la irracionalidad y el sexo. Freud muestra que el inconsciente (y no la conciencia) es la parte de la psique que ordena todo el pensar y el sentir. Según sus palabras: "El yo no es el señor de su propia casa". El análisis de los sueños es para él la vía regia de acceso al inconsciente. Los psicoanalistas posteriores, ortodoxos o no, persisten en este posicionamiento.
Para el psicoanálisis es importante distinguir en los sueños el contenido manifiesto y el contenido latente.
- El contenido manifiesto de los sueños es la historia o sucesos tal como el soñante los vive.[6] Es un material elaborado a partir de las experiencias cotidianas y los deseos reprimidos mediante los distintos procesos de elaboración onírica. El contenido manifiesto no se encuentra en el nivel del significado, sino del símbolo.
- El contenido latente es el significado verdadero del sueño, el psicoanalista se esfuerza por interpretar el contenido manifiesto del sueño que el paciente le relata, para revelar el contenido latente, su significado.

Carl Gustav Jung, discípulo heterodoxo de Freud, sostenía que los sueños eran un órgano de información y de control. Los símbolos oníricos son, según este autor, transmisores de mensajes instintivos a las partes racionales de la mente del ser humano, y resulta necesario interpretarlos para comprender el lenguaje de los instintos. Jung no creía, como sí lo hacía Freud, que los sueños fueran un ropaje que oculta otra cosa. Los sueños eran para Jung información y comunicación de ideas expresadas dentro de los límites de un medio. Tras estudiar unos ochenta mil sueños, llegó a la conclusión de que estos son relativos a la vida del observador. Este organiza sus imágenes oníricas en un centro llamado sí mismo, el cual tiene la función de ordenar y legislar toda la vida psíquica, ora consciente ora inconsciente, a través de numerosos sueños que tienen lugar en la vida de la persona. Jung interpretaba, pues, el sueño como único y relativo al soñador. Para comprenderlo, debía examinarse el cuadro onírico como meollo del estudio y el análisis.[cita requerida]
Existen también técnicas de análisis cuantitativo de los sueños. La más utilizada es la creada por Calvin S. Hall y Robert L. Van de Castle en 1966. Es una técnica que se utiliza en la investigación de los sueños y permite comparar los sueños de distintos grupos de personas o la evolución de los sueños de una persona. La utilización de esta metodología ha permitido verificar que no hay diferencias muy notables entre los sueños de personas pertenecientes a distintas culturas. Mediante otra técnica de análisis cuantitativo se ha verificado que cuando aumenta la ansiedad de la persona que duerme aparecen en el sueño determinados personajes característicos. Además de la persona que sueña, estos personajes son los agresores psíquicos, el personaje auxiliar, los agresores físicos, espectadores y víctimas. Los agresores psíquicos utilizan el lenguaje verbal o los gestos para intimidar, por ejemplo un profesor que no permite al soñante hacer un examen por no estar en la lista. Los personajes auxiliares tienen la función de ayudar al soñante cuando algo negativo ocurre en el sueño. Por otra parte, los agresores físicos pueden ser personas o animales.
Desde una perspectiva distinta a la terapéutica, el surrealismo preconiza también la observación de los sueños. Las revistas del movimiento ponen de moda la anotación de las fantasías nocturnas. En su obra Los vasos comunicantes (1932), André Breton expone su visión del fenómeno y, al mismo tiempo que reconoce la aportación de Freud, polemiza con él por encontrarla insuficiente. Soñar con jirafas puede tener diferentes significados, especialmente después de encontrar símbolos de este animal en diferentes culturas, se asociaba dicho suceso a la concurrencia de diversos sucesos negativos en la vida de esa persona, tales como enfermedades sin importancia, alteraciones sexuales en el género y sobre todo un tiempo indefinido de mala suerte.[cita requerida]

## Función psicológica y biológica de los sueños

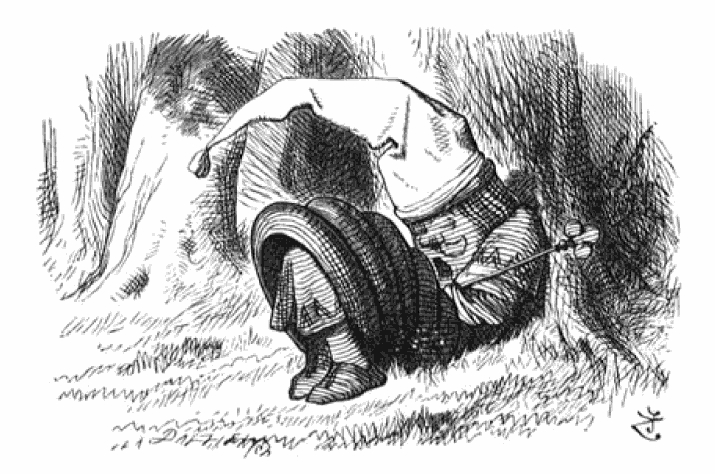
Rey Rojo roncando, por John Tenniel.

El modelo de sistema nervioso que formuló Sigmund Freud está plasmado en su artículo «Proyecto para una psicología científica», de 1895, aunque publicado en 1954. Es un aspecto relevante que un artículo tan importante para una teoría sobre el entendimiento humano no se haya publicado en los albores mismos de las hipótesis freudianas.
Freud suscribía la creencia de que el cerebro puede explicarse a partir, pero no solo a partir de su estructura física, por lo que manifestaba, contrariamente a como suele creerse, una postura propensa al fisicalismo. Característicamente, las hipótesis de Freud tras la interpretación de los sueños se infieren de estos supuestos. Consideraba a las neuronas unidades diferenciadas que, cuales recipientes de descarga de energía provenientes del sistema nervioso, propiciaban los impulsos y deseos descargados mediante una realización consciente. Conjeturó, entonces, que los impulsos no descargados adecuadamente se sobrellevan inconscientemente en los sueños.
Las ciencias cognitivas y la moderna neurociencia niegan que este modelo tenga validez empírica. En particular, los psiquiatras Allan Hobson y Robert McCarley, a partir de las evidencias fisiológicas a disposición de la investigación, propusieron una teoría racionalmente plausible. El cerebro, sostienen ambos científicos, es un generador de estados oníricos. Cuando se activan regiones implicadas en los sueños, se desencadena información que el cerebro trata de ordenar a través de un proceso fisiológico. La región implicada es el pontino. Cuando una persona sueña, células nerviosas del bulbo raquídeo llamadas pons se vuelven cuarenta veces más activas. Se propone que son las responsables de iniciar el sueño MOR (movimientos oculares rápidos) o REM (en inglés) y las imágenes oníricas (a través de la activación de los centros visuales del cerebro).[cita requerida]
Al estar despierta una persona, los movimientos que efectúan los ojos están a merced de centros más evolucionados que los pons. Cuando se realiza un movimiento con el ojo, el cerebro es receptor de mensajes que tienen la función de controlar la percepción. Durante el sueño, las células nerviosas del núcleo pontino transmiten información sobre los movimientos oculares hasta los centros principales del cerebro. Ahora bien, dicha información consistiría, en ocasiones, en una llana incoherencia para el sistema cerebral que, en una persona despierta, comienza el movimiento de los ojos. Consiguientemente, se concibe al sueño como una forma de ordenar información, como una función biológica que intenta otorgar sentido a esa fuente de información incoherente. El absurdo de los sueños, teorizan ambos psiquiatras, es la incapacidad del cerebro para integrar adecuadamente su propia información. El cerebro, tras recibir la información proveniente de los ojos en el MOR, intenta compararla con la fuente de datos disponibles en la memoria a corto plazo. Estos datos, confirmados por especialistas, aún dejan muchos cabos sueltos y no explican por completo la necesidad simbólica y emocional de los sueños.

## Los sueños en la mitología y el arte

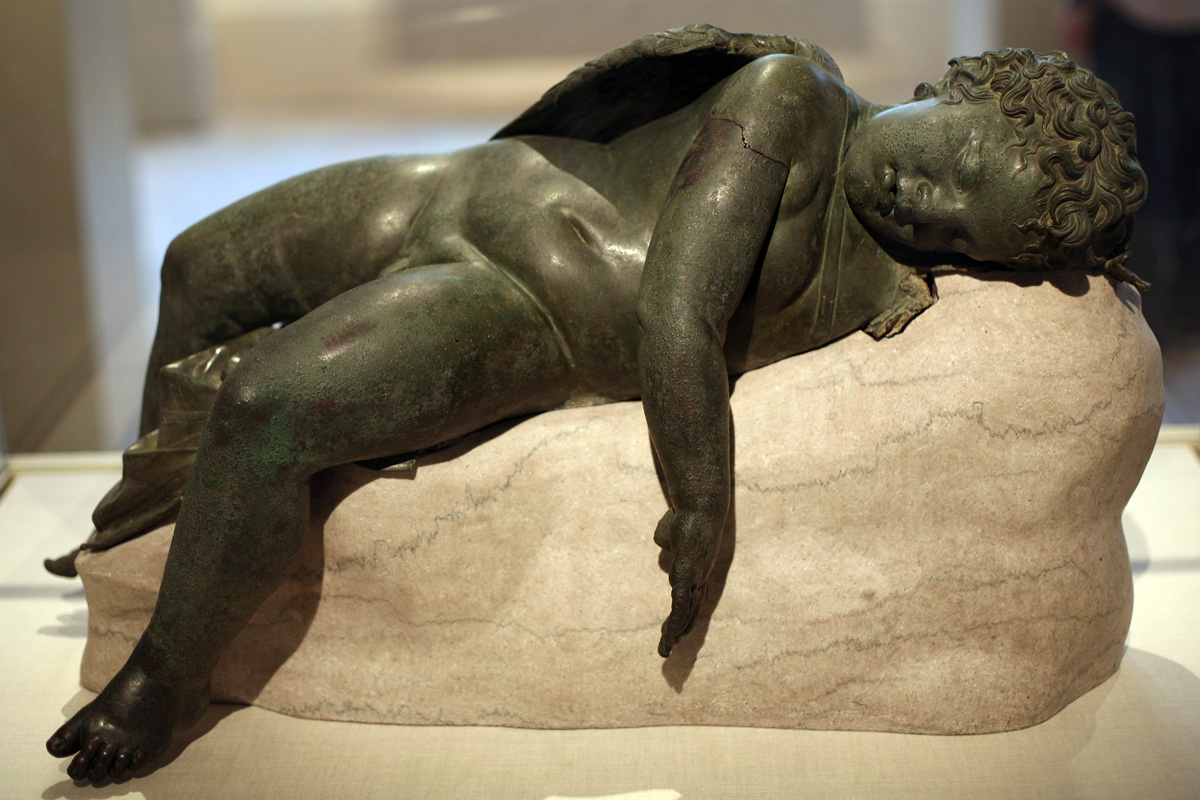
Estatua de bronce de Eros durmiendo, data de entre el a principios del siglo I d. C.

Los sueños suponen para el ser humano un pasaje a mundos no relacionados directamente con la realidad. El primer indicio de la curiosidad humana por el sueño se remonta a la Grecia clásica, en cuya mitología aparece Hipnos como dios del sueño, hermano gemelo de la muerte no violenta (Tánatos) y hermano de las muertes violentas (Keres) y las diosas del destino (Moiras), entre otros. Se le consideraba hijo de la noche (Nyx), nacida a su vez del Caos. El sueño aparece, pues, vinculado a la muerte y la noche.

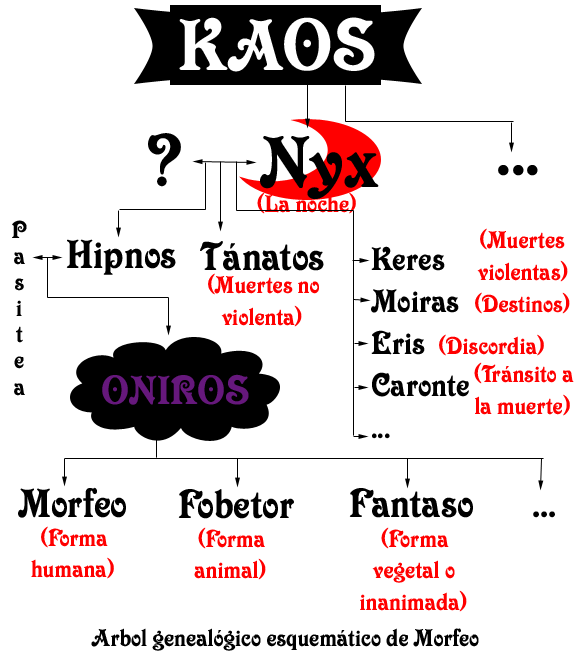
Árbol genealógico de Morfeo.

Más adelante, en diferentes escritos sobre la mitología griega, aparecen los hijos de Hipnos con una de las Nereidas (Pasítea), llamados los oniros. Estos encarnaban cada uno de los posibles sueños, siendo liderados por Morfeo, Fobétor (o Iquelo) y Fantaso. Morfeo se aparecía solo en sueños de personalidades con forma humana, a diferencia de sus hermanos, que representaban animales, plantas o seres inanimados.
Más tarde Morfeo ha pasado a sustituir a su padre, aunque según algunos autores murió asesinado por Zeus. Morfeo presenta una temática muy atractiva para el arte: ha sido esculpido por Jean-Antoine Houdon y pintado por John William Waterhouse y Nicolas Poussin. Además, es protagonista de canciones populares, como Mister Sandman de las Chordettes, basada en su leyenda, u obras escritas como las novelas y cómics creadas por el escritor Neil Gaiman de las cuales destaca The Sandman.

## Tipos

### Sueños de transgresión distraída
Los sueños de transgresión distraída (del inglés: «dream of absent-minded transgression», abreviado DAMT) es cuando el soñante realiza distraídamente una acción que está tratando de detener. Una persona quién sufre este tipo de sueño se despierta con sentimientos de culpa. Un ejemplo de esto es que un fumador quiere dejar de fumar y sueña que enciende un cigarrillo.

### Sueño recurrente
Se llama sueño recurrente a un sueño que se experimenta repetidamente durante un largo período. Pueden ser agradables o de pesadilla y únicos para la persona y sus experiencias. Las más recurrentes y conocidas son como dificultades con el mantenimiento de la casa, caída de los dientes, descubrimiento de nuevas habitaciones en una casa, pérdida del control de un vehículo, imposibilidad de encontrar un baño, volar, incapacidad de moverse, desnudez en un lugar público, retraso en la escuela o reprobación de una prueba o examen que no sabía, incapacidad de hablar, escape o imposibilidad de escapar en un tornado o tormenta, ahogamiento o falta de respiro de otra manera, búsqueda de objetos perdidos, oscuridad, estar con una persona importante, pérdida de un autobús, taxi, avión o tren, persecución, regreso a una escuela anterior debido a una tarea sin terminar u otros problemas no resueltos, incendio, caída, ataque nuclear y experiencias traumáticas.

### Despertar falso
Un despertar falso es un sueño vívido y convincente sobre el despertar del sueño, mientras que el soñante en realidad sigue durmiendo. Después de un falso despertar, los sujetos a menudo sueñan que están realizando la rutina diaria de la mañana, como ducharse, cocinar, limpiar, comer y usar el baño. Los falsos despertares, principalmente aquellos en los que se sueña que se ha despertado de un sueño que contó con sueños, adquieren aspectos de «sueño doble» o de «sueño en un sueño».

### Sueño ansioso
Un sueño de ansiedad es un sueño desagradable que puede ser más perturbador que una pesadilla. Los sueños de ansiedad se caracterizan por los sentimientos de malestar, angustia o aprensión en el soñante al despertar. Los sueños de ansiedad tienden a ocurrir en la fase REM, y los temas habituales incluyen tareas incompletas, vergüenza, caídas, meterse en problemas legales o financieros, actividades fallidas y ser perseguido por otro, a menudo una entidad poco realista pero otros seres humanos pueden ser también el perseguidor.
Los sueños de ansiedad pueden ser causados por un trauma infantil, o un adulto que se enfrenta a un conflicto. Aunque crean ansiedad en el soñador, los sueños de ansiedad también sirven como una forma de restablecer el ego de una persona.

### Soñar despierto
Soñar despierto es el acto de  «soñar más vivido y consciente». Se caracterizan por tener fantasías visionarias, ya sea pensamientos, esperanzas o ambiciones felices y placenteras, imaginada como algo que sucede y experimentada mientras se está despierto. Hay muchos tipos diferentes de esto, y no existe una definición consistente entre los psicólogos. Si bien soñar despierto durante mucho tiempo ha sido ridiculizado como un pasatiempo perezoso e improductivo, ahora se reconoce comúnmente que soñar despierto puede ser constructivo en algunos contextos.

### Alucinación
Las alucinaciones son percepciones en ausencia de un estímulo. En un sentido más estricto, las alucinaciones son percepciones en estado consciente y despierto, en ausencia de estímulos externos, y tienen cualidades de percepción real, en cuanto que son vívidas, sustanciales y ubicadas en el espacio objetivo externo. La última definición distingue las alucinaciones de los fenómenos relacionados con los sueños, que no implican la vigilia. Algunas causas son como el consumo de drogas y la parálisis del sueño.

### Pesadilla
Una pesadilla es un sueño desagradable que causa una fuerte respuesta emocional, generalmente terror, temor, miedo, horror, desesperación, ansiedad, angustia, depresión y tristeza. Es también llamado «sueño malo», pero según la nomenclatura psicológica, diferencia entre pesadillas y sueños malos: una persona permanece dormida en un sueño malo, mientras que las pesadillas pueden llegar a despertarle. 
Una pesadilla contiene situaciones de peligro, malestar y pánico, y una persona que la sufre, se despierta en un estado de angustia con imposibilidad de regresar al sueño por un tiempo y un impacto emocional en el resto del día. Algunas causas son como el estrés (por ejemplo, problemas en la escuela o en el hogar y aspectos sociales en la vida consciente), la ansiedad, la depresión, el trauma, las dificultades emocionales, la comida tardía (incrementa el metabolismo del cuerpo y la actividad cerebral, que puede desencadenar pesadillas vividas) y el consumo de drogas.

### Sueño curativo

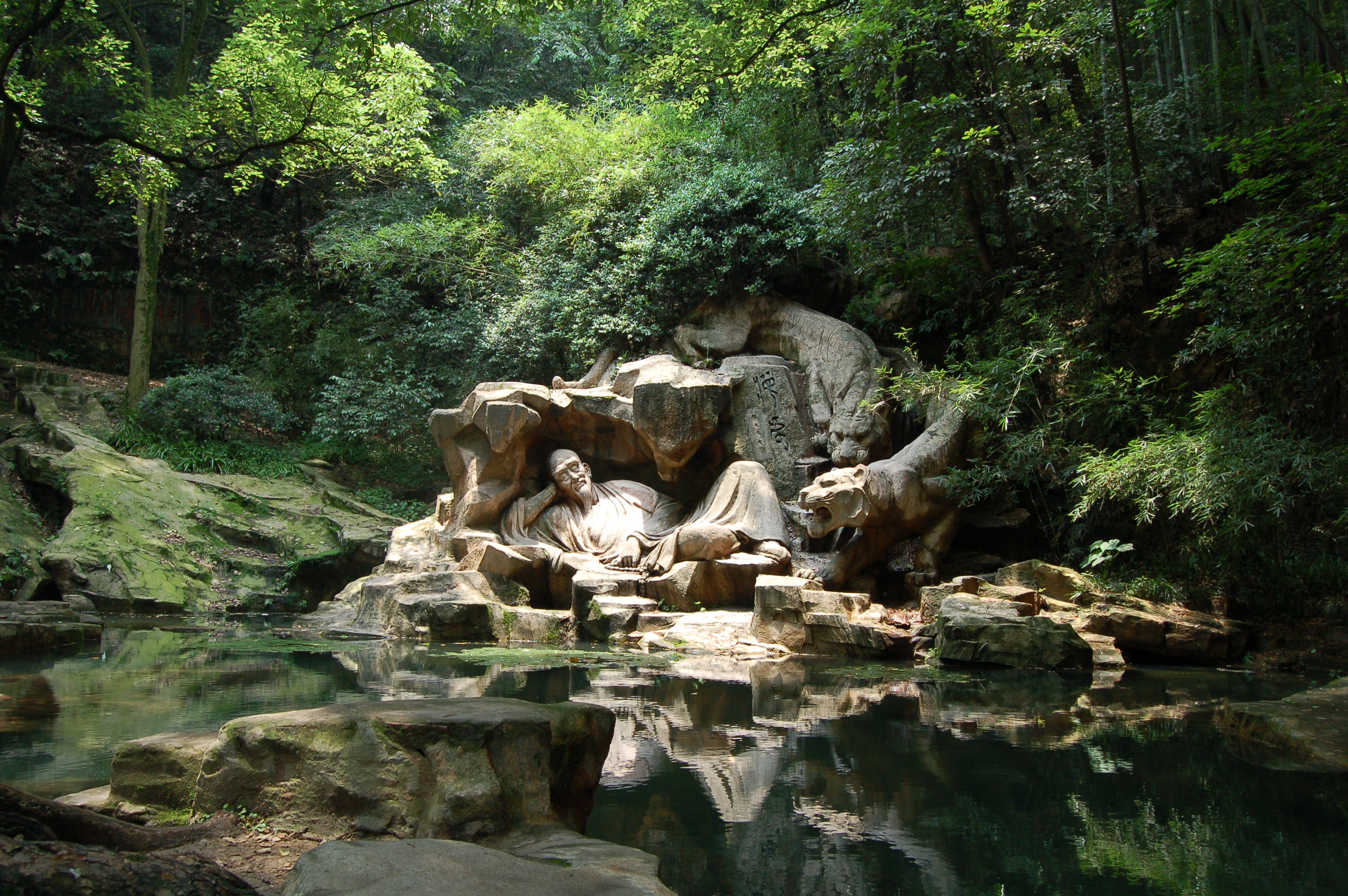
El Manantial del sueño del tigre corriendo (虎跑夢泉) en Hangzhou (Zhejiang, Este de China)

Un sueño curativo es el sueño donde una persona usa los sueños en lo cual está consciente de que está soñando con el fin de controlar los sueños de una persona. Cuando una persona sufre pesadillas, puede usar los sueños lúcidos o sueños, por lo cual está consciente del hecho de que está soñando para controlar sus sueños y cambiar su naturaleza negativa. Esta terapia o tipo de sueño ha sido usada mayormente con víctimas de violación o asalto sexual. La finalidad es que pudieron mejorar sus vidas diarias y nocturnas ensayando sus sueños para hacerlos cada vez más agradables, teniendo éxito. Este sueño es muy parecido al sueño lúcido.

### Terror nocturno
Los terrores nocturnos, también llamados pavores nocturnos, es un trastorno de sueño (parasomnia) que se caracteriza por producir un terror extremo y un estado de inhabilidad para recuperar la consciencia completamente. En este estado, la persona no tiene control de sus movimientos. Se produce sobre todo en niños pequeños durante las primeras horas de sueño, en las fases 3 y 4 del sueño (transición y sueño profundo). El niño (o adulto) grita de forma súbita, presentando un despertar de tipo vegetativo con sudoración, taquicardia e hiperventilación. Puede ser difícil de despertar y rara vez recuerda el episodio al despertarse por la mañana. No se deben confundir con las pesadillas, que son sueños desagradables que causan una fuerte respuesta emocional y un despertar lleno de angustia.

### Déjà vu
Un déjà vu (—en español: «ya visto»—) es un tipo de paramnesia del reconocimiento de alguna experiencia que se siente como si se hubiera vivido previamente. Básicamente se trata de un suceso que se siente que ya ha sido vivido. Hay varios tipos de déjà vu, como por ejemplo, el déjà vécu (—en español: «ya vivido/experimentado»—) que se describe sentimientos muy intensos y persistentes de un tipo de déjà vu, que suceden como parte de un desorden de memoria, el déjà senti (—en español: «ya sentido»—) es primordial o incluso exclusivamente un suceso mental, carece de aspectos precognitivos y rara vez permanece en la memoria de la persona que lo experimenta y el déjà visité (—en español: «ya visitado»—), que es una experiencia menos frecuente que implica el raro conocimiento de un lugar nuevo. Aquí uno puede saber encontrar el camino por una ciudad o lugar nuevo sabiendo al mismo tiempo que no puede ser.

### Sueño lúcido
Un sueño lúcido es la percepción consciente del propio estado mientras se sueña. En este estado, el soñador a menudo puede tener cierto grado de control sobre sus propias acciones dentro del sueño o incluso sobre los personajes y el entorno del sueño. Se ha informado que el control de los sueños mejora con la práctica de sueños lúcidos deliberados, pero la capacidad de controlar aspectos del sueño no es necesaria para que un sueño califique como lúcido: un sueño lúcido es cualquier sueño durante el cual el soñador sabe que está soñando. La ocurrencia de sueños lúcidos ha sido verificada científicamente. Se puede tomar mediante prácticas o ejercicios.

### Sueño premonitorio
Un sueño premonitorio es el «sueño que predice el futuro». Su tema trata sobre eventos futuros o eventos pasados desconocidos. Según esto, hay numerosos ejemplos de sueños que parecieron predecir eventos futuros. Se han realizado estudios de laboratorio sobre sueños premonitorios, clarividentes y telepáticos, que no han obtenido resultados sólidos. Se caracteriza por contener eventos futuros o exhibición de eventos pasados desconocidos, siendo posibles explicaciones del fenómeno una pura coincidencia, memoria defectuosa y vínculos inconscientes de datos conocidos. «Premonitorio» proviene de la premonición (o también precognición), que es el acto de ver o conocer eventos futuros.

### Sueño erótico
Un sueño erótico es aquello que se caracteriza por contener temas sexuales. Una de las causas más conocidas es la emisión nocturna, que es la eyaculación de semen durante el sueño (también llamado «sueño húmedo»), y con frecuencia no recuerdan ningún sueño con contenido sexual, salvo los casos en que sus características particulares (sensación de realismo, intensidad) los graban en la mente.

## Elementos del sueño
Según Jacobo Siruela existen dos elementos fundamentales que componen y dan forma a cualquier experiencia onírica:
- Memoria. Sirve como una inmensa base de datos a partir de la cual, por medio de imágenes, sonidos y demás experiencias sensibles, se crean los sueños. La memoria es la materia prima del sueño. Buena parte de las experiencias oníricas provienen de  la asociación entre los pensamientos del soñante y las imágenes a ellos atribuidos almacenados en la memoria.
- Imaginación. La imaginación es la fuerza impulsora guionista del sueño. Es ella la que se encarga de combinar las imágenes de la memoria para crear el mundo onírico.[11]

## Fases al dormir
Todos los seres vivos con sistema nervioso necesitan dormir. Si estudiamos la actividad eléctrica del cerebro de un sujeto mientras duerme observaremos 5 fases bien definidas:
- La fase 1 del sueño, llamado adormecimiento (también somnolencia), es cuando una persona cierra sus ojos y se queda dormido, y el cerebro entra en el primer estado, esta primera fase es una especie de zona intermedia entre el estar despierto y dormido. Suele pasar durante estos momentos que si se despierta al dormido durante esta etapa se reaccionará con rapidez. Ocupa el 10% del tiempo total del sueño.

- La fase 2 del sueño, denominado sueño ligero es cuando las ondas del cerebro se alargan y regularizan. Se bloquean todos los sentidos, si bien el sueño en esta etapa todavía no es del todo reparador. Los músculos decrecen, la respiración suaviza y el ritmo cardíaco disminuye. Es la aparición de los husos del sueño y los complejos K. Ocupa el 50% del tiempo total del sueño, siendo la más larga de todas.

- La fase 3 del sueño, llamada transición, se caracteriza cuando las ondas cerebrales se aumentan en su tamaño y su lentitud. Las funciones de todo el organismo en su conjunto son cada vez más lentas. En caso de despertar en esta fase, se encontraría ciertamente desorientado. Es la fase donde casi llega al sueño profundo, que puede ocupar el 2%-3% del tiempo total del sueño, siendo la más corta de todas.

- La fase 4 del sueño, denominado sueño profundo o sueño de ondas lentas (SOL), es cuando se entra en la total inconsciencia. Un electroencefalograma revelaría ondas cerebrales extremadamente largas y suaves. Es donde se logra el sueño más profundo, y por lo tanto, donde el organismo puede recuperarse tanto física como psíquicamente. Esta etapa no suele tener sueños. Mientras una persona poco a poco cae en el sueño, y pasa progresivamente por estas fases, la actividad del cerebro dibuja un patrón de ondas lentas. Pero tras seguir avanzando en la fase 4 ocurre algo fascinante. El dibujo del electroencefalograma vuelve súbitamente a dibujar una tormenta de líneas sin sentido, un trazado caótico que nos indica que el paciente está despierto, pero si se observa a la persona, se ve completamente dormida, y no solo está dormida, si se intenta despertarla se costará aún más que en la fase 4. Es el sueño más profundo, y si se consigue despertarla este dirá, probablemente, que estaba soñando. Si se fija en los ojos cerrados, advertie que debajo de los párpados los ojos bailan con movimientos rápidos. Ocupa el 20% del tiempo total del sueño.

- La fase 5 del sueño, llamado sueño REM/MOR es tan característico que al resto de fases se les suele llamar sueño no-REM. Esta etapa acompaña de sueños intensos y ricos en contenido, colores y sensaciones. Durante el REM/MOR, el flujo sanguíneo del cerebro se acelera y la respiración se hace también más rápida y entrecortada. El cerebro deja de emitir señales a la médula espinal y nuestra musculatura está quieta. En esta etapa, si se presentan mayormente las ensoñaciones, sueños o ensueños. El sueño REM o MOR es el estadio de los sueños vívidos, donde si se despierta a una persona, probablemente recuerde fragmentos de sus fantasías. Luego de 10 minutos del sueño REM se vuelve a descender en los estados de la etapa no-REM (las cuatro primeras fases). Los cuales se irán turnando cíclicamente con las fases REM/MOR durante toda la noche. El ciclo completo de REM y no-REM (MOR y no-MOR) dura unos 90 minutos. En las primeras horas de la noche, predomina el REM/MOR. Por la mañana se recorre el circuito del sueño completo cuatro o cinco veces más. Está demostrado que la fase REM/MOR disminuye con el paso de los años. Al nacer, esta fase ocupa más de la mitad de nuestros periodos de sueño. Un adulto medio suele dedicar un 20-25% de su tiempo a esta fase, mientras que se va reduciendo conforme envejecemos. Cuando nace, tiene solo dos de las cinco fases: sueño profundo, y fase REM/MOR. La causa es simplemente evolutiva, ya que si tenía el resto, necesitaría mucho más tiempo para dormir y no podría comer tan frecuentemente como se necesita a esa edad. Ocupa el 25% del tiempo total del sueño.[cita requerida]

## Miscelánea
Algunos filósofos han propuesto que lo que pensamos como el mundo real podría ser o es una ilusión (ya sea, una idea conocida como la hipótesis escéptica sobre la ontología). La primera mención registrada de la idea fue en el siglo IV a. C. por Zhuangzi, y en la filosofía oriental, el problema se ha denominado Paradoja de Zhuangzi.
La idea también se discute en escritos hindúes y budistas. Fue introducido formalmente en la filosofía occidental por Descartes en el siglo XVII en sus meditaciones sobre la filosofía primera.

## Estimulación del cerebro durante el sueño
Se refiere a sistemas para la estimulación cerebral durante el sueño y métodos para aumentar la intensidad de los sueños o para dirigir el tema de los sueños de un sujeto.
Los métodos implican administrar a un sujeto una molécula de energía del cerebro  o un hipnótico (puede ser una droga-z, benzodiazepina, un barbitúrico, un antidepresivo, o un medicamento natural del sueño) y proporcionando al mismo tiempo, durante el sueño restaurador, una estimulación sensorial. Esto con el fin de aprovechar esta dinámica para mejorar la salud neurológica.
Así, el sistema puede ser utilizado para la formación del cerebro. En algunos casos, el sistema podría inhibir la pérdida de memoria debido a la demencia, por ejemplo: el Alzheimer.